# Біганенко Ничипір Ілліч
Ничи́пір (Никифор) Іллі́ч Бігане́нко (23 червня 1914, Плескачівка — 27 червня 1977, Київ) — радянський офіцер, Герой Радянського Союзу (1945), в роки німецько-радянської війни командир 124-го гвардійського артилерійського полку 52-ї гвардійської стрілецької дивізії 3-ї ударної армії 1-го Білоруського фронту, гвардії підполковник. Депутат Верховної Ради СРСР 2—3-го скликань.

## Біографія
Народився 23 червня 1914 року в селі Плескачівці (нині Смілянського району Черкаської області) в селянській родині. Українець. Член КПРС з 1942 року. У 1935 році закінчив робітфак. Вчився в Мелітопольському педагогічному училищі.
У 1935 році призваний до лав Червоної Армії. У 1937 році закінчив Київське артилерійське училище. У боях німецько-радянської війни з червня 1941 року. Воював на 1-му Білоруському фронті.
Відзначився у Берлінській операції. За період боїв з 16 квітня по 2 травня 1945 року на підступах до Берліна й у самому місті полк знищив 6 танків, 11 штурмових гармат, 20 гарматг і мінометів, 5 реактивних установок, 14 дзотів і бліндажів, сотні солдатів і офіцерів противника, 425 було взято в полон. Був поранений, але продовжував керувати боєм.
Указом Президії Верховної Ради СРСР від 31 травня 1945 року за зразкове командування полком і проявлені при цьому особиста мужність і героїзм гвардії підполковнику Ничипору Іллічу Біганенку присвоєно звання Героя Радянського Союзу з врученням ордена Леніна і медалі «Золота Зірка» (№ 7378).
Після закінчення війни продовжував службу в армії. У 1960 році закінчив курси при Військово-артилерійській командній академії, в 1965 році — Військову академію імені М. В. Фрунзе. Депутат Верховної Ради СРСР 2-го і 3-го скликань. З 1970 року генерал-майор Н. І. Біганенко — у відставці.

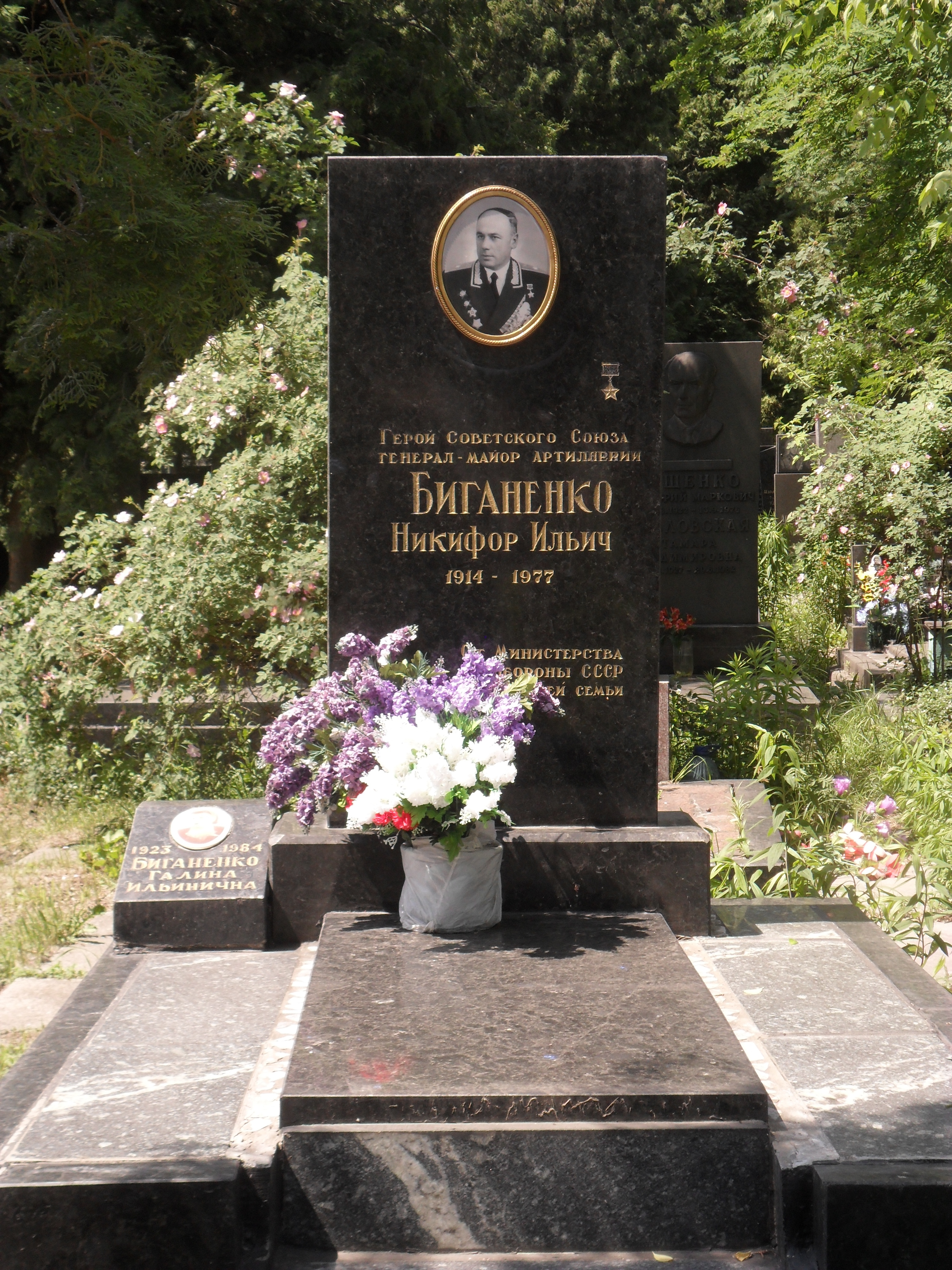
Могила Ничипора Біганенка

Помер 27 червня 1977 року. Похований у Києві на Лук'янівському військовому кладовищі.

## Нагороди
Нагороджений орденом Леніна, чотирма орденами Червоного Прапора, орденом Суворова 3-го ступеня, орденом Вітчизняної війни 2-го ступеня, трьома орденами Червоної Зірки, медалями.